# Elisa Loncon Antileo
Elisa Loncon Antileo   (Traiguén, 23 de gener de 1963) és una lingüista, indigenista i política maputxe xilena.
Va exercir de presidenta de la Convenció Constitucional xilena entre 2021 i 2022, càrrec assolit poc després de l'elecció com una de les representants del poble maputxe a l'òrgan. També és impulsora del projecte de llei General de Drets Lingüístics dels Pobles Originaris.

## Orígens i educació
Loncón va néixer a Lefweluan, una comunitat maputxe a prop de Traiguén, a la regió meridional xilena de l'Araucania. Durant la joventut va viure condicionada per la pobresa, recordant que la seva família patia problemes de seguretat alimentària de llarga durada. En una entrevista del 2017 va declarar que el centre cerimonial maputxe de Lefweluan va ser destruït per a fer-hi un abocador i va veure com els seus germans desenvolupaven infeccions cutànies mentre jugaven entre les escombraries.
Un dels seus besavis va lluitar contra la invasió xilena de l'Araucania (1861–1883) i va ser aliat de José Santos Quilapán. La seva família va participar en la recuperació de la propietat de la terra abans i durant la reforma agrària xilena (1962–1973). Com a conseqüència de la seva participació en aquesta recuperació, el seu avi matern, Ricardo Antileo, va ser empresonat per la dictadura militar d'Augusto Pinochet.
Loncón va estudiar anglès a la Universitat de la Frontera. Va obtenir el postgrau a l'Institut Internacional d’Estudis Socials de La Haia i a la UAM Iztapalapa de Ciutat de Mèxic. Es va doctorar per la Universitat de Leiden i, posteriorment, en literatura per la Pontifícia Universitat Catòlica de Xile.
Va exercir de professora a temps complet a la Universitat de Santiago de Xile, centrada en la investigació sobre l'ensenyament de la llengua maputxe, el mapudungun, i la seva persistència en el context contemporani. Ha escrit diversos llibres i publicacions, principalment sobre innovació i expansió dels recursos lèxics de la llengua maputxe.

## Activisme polític
Va formar part de l'organització cultural Ad Mapu i del Consell de Totes les Terres (Aukiñ Wallmapu Ngulam, AWNg). Com a part del Consell, va participar en el disseny de la bandera maputxe, la Wenufoye. En un comunicat de premsa de 2017, les Nacions Unides van instar el govern xilè a deixar d'utilitzar la llei antiterrorista contra activistes maputxes, fent servir el seu cas com a exemple.
El 2021 va ser candidata a la Convenció Constitucional xilena, en representació de la població maputxe de les regions de Coquimbo, Valparaíso, Santiago, O'Higgins i Maule. Va rebre una pluralitat de vots, convertint-se així en membre de l'òrgan de redacció constitucional. El 4 de juliol de 2021, després de l'estrena del mandat de la Convenció, va ser escollida presidenta de l'òrgan. En segona volta va rebre 96 dels 155 vots, principalment de les coalicions d'esquerra i centreesquerra (Aprovo dignitat, La llista del poble i part de la Llista de l'aprovat). Poc després d'haver estat elegida va declarar el seu objectiu de debatre els termes de l'alliberament dels presos de la Revolta i dels presos polítics maputxes. El 20 de juliol, després d'haver denunciat assetjaments i amenaces, se li va assignar dues dones escoltes dels Carrabiners de Xile per a atorgar-li seguretat.
Per la seva tasca a la Convenció Constitucional, el setembre de 2021 va ser nomenada per la revista Time com una de les 100 persones més influents de l'any. Així mateix, tres mesos després, va ser inclosa al llistat de les 25 dones més influents de l'any, segons el diari Financial Times, i en el llistat de les 100 dones més destacades de 2021, realitzar per la BBC.
Després de l'aprovació del reglament de la Convenció, l'octubre de 2021, es va incorporar a la comissió temàtica de Principis Constitucionals, Democràcia, Nacionalitat i Ciutadania. El 5 de gener de 2022 María Elisa Quinteros va ser escollida nova presidenta de la Convenció Constitucional en substitució de Loncón, després que el seu mandat hagués de finalitzar després de sis mesos, segons consta al reglament de la Convenció. El 20 de gener, en motiu de la recollida d'un premi atorgat pel govern basc, es va reunir amb el president de la Generalitat de Catalunya Pere Aragonès.

## Premis i condecoracions
- 2021: Premi René Cassin de drets humans (Govern Basc)[22][23]